# Alfred Lagergren
Alfred Bernhard Teodor Lagergren, född 1840, död 1935, var en svensk fabrikör och hönsfarmare.

## Biografi
Lagergren var en av den storskaliga fjäderfäskötselns pionjärer i Sverige. Hemkommen från USA anlade Lagergren 1881 en mönsterhönsgård vid Partille. 1881-1923 utgav han Svensk hönstidning och 1893 utgav han Hönsbok för allmogen (2:a upplagan 1906) och 1905 Den skandinaviska hönsboken (2:a upplagan 1907). 1894 grundade Lagergren Rosehills fabriker för tillverkning av äggkläckningsmaskiner och andra redskap för fjäderfäskötseln.